# Копорская губа
Копо́рская губа́ (Копо́рский зали́в) — залив в южной части Финского залива Балтийского моря.
Длина 12 км. Ширина до 26 км. Залив глубоководный — глубина до 20 м. Берег низменный, каменистый (местами песчаный). На побережье залива лесной массив.

Южное побережье Финского залива

На берегу расположен город Сосновый Бор и деревни Систо-Палкино и Старое Гарколово. В залив впадают реки Воронка, Коваши и Систа. Губа ограничена с запада Сойкинским полуостровом (мыс Колганпя) и мысом Устинским с востока. В залив врезаются также мысы: Липунизми, Неннисари, Дубовской, Долгой, Наволок и полуостров Хилиста. В южной части залива расположена гавань Пейпия. Вдоль побережья залива проходит автодорога Санкт-Петербург — Сосновый Бор — Ручьи.
Назван по древней крепости Копорье, расположенной в 12 км к югу от залива.